# Tossal del Llicsó
El Tossal del Llicsó és una muntanya de 591 metres que es troba entre els municipis de la Bisbal de Montsant i Margalef, a la comarca de la Priorat.